# Musée de la Franc-Maçonnerie
Musée de la Franc-Maçonnerie (French Museum of Freemasonry) är ett museum för frimureriet beläget i 9:e arrondissementet på 16, rue Cadet, Paris, Frankrike. Den är öppen dagligen utom söndagar och måndagar; en inträdesavgift tas ut. Den närmaste tunnelbanestationen är Cadet. Museet grundades 1889 av Grand Orient de France som ett kuriosakabinett i Hotel Cadet. Det förstördes i den tyska ockupationen av Frankrike under andra världskriget men öppnades igen 1973 och blev 2000 ett officiellt museum i Frankrike. Samma år returnerades många av dess historiska dokument från Moskva, där de hade hållits av KGB efter Tysklands nederlag i andra världskriget. Museet öppnade igen för allmänheten den 11 februari 2010, efter omfattande renoveringar. Den har stöd av kulturministeriet, regionen Île-de-France och Paris stadshus.
Idag presenterar museet det franska frimureriets historia genom dess symboler, betyg, dokument och föremål. Den innehåller cirka 10 000 föremål som visas i permanent utställningsyta (800 m²), cirka 23 000 volymer i dess arkiv (400 m²) och ytterligare 400 m² tillägnad tillfälliga utställningar. Bland de historiskt viktiga föremålen i dess samling är Voltaires frimurarförkläde (1778), Lafayettes frimurarsvärd, en första upplaga av James Andersons Constitutions of the Free Masons (1723), satirtryck av William Hogarth (1697–1764), Meissen porslinsfigur (1740), ....